# Смертельний спорт
«Смертельний спорт» (англ. Deathsport) — американський постапокаліптичний бойовик 1978 р. продюсера Роджера Кормана та режисера Аллан Аркуша. У фільмі знімалися: Девід Керрадайн і Клаудія Дженнінгс. Один із заключних фільмів Дженнінгс до її смерті.

## Сюжет
Тисяча років після Нейтронних Воєн. Світ ділиться на варварські міста-держави, в оточенні пустирів, де тільки мутантні людожери і незалежні воїни, відомі як Путівники, можуть жити. Місто-держава Гелікс планує оголосити війну іншій, Трітану. Сподіваючись одержати перевагу за допомогою своєї новітньої зброї, Знаряддя смерті (лазерні оснащені позашляховики), вони створюють новий вид спорту — Смертельний спорт.
Смертна кара була замінена смертельним спортом, де злочинці б'ються один з одним до смерті за свою свободу. Світ пережив найсильніші катастрофи і перетворився на величезну випалену пустелю. Людська цивілізація знищена. Тому головна розвага залишків людства — гонки на мотоциклах — що є дуже небезпечним змаганням.

## Ролі
- Девід Керрадайн — Каз Ошей
- Клаудія Дженнінгс — Дінір
- Річард Лінч — Анкар Мор
- Вільям Смізерс — доктор Карл
- Вілл Волкер — Маркус Карл
- Девід Маклін — лорд Зірпола

## Виробництво

### Музика
Фільм композивував Енді Штейн з ознаками гітарних рифів від Джеррі Гарсіа.

## Критика
Фільм не був настільки успішним у прокаті, як Смертельні перегони 2000, проте зміг окупити свій бюджет.
Рейтинг на сайті IMD — 3,6/10.